# Emiliano Amann Puente
Emiliano Amann Puente (Bilbao, 1919-Bilbao, 13 de diciembre de 1980) fue un arquitecto español.

## Biografía
El apellido Amann está muy unido a la historia de Bilbao en el siglo XX. Esta familia de origen alemán llegó a Bilbao, en torno a 1840 y pronto se expandió por diversos ámbitos de la vida social y profesional del Bilbao cosmopolita que existió a finales del siglo XIX.
Hijo del arquitecto Calixto Emiliano Amann Amann. Concluido el bachillerato, se trasladó a Madrid para estudiar en la Escuela Técnica Superior de Arquitectura de Madrid ETSAM. Se alojó en la residencia DYA, inaugurada en 1934 bajo el impulso de Josemaría Escrivá. Desde allí escribió varias cartas a sus padres, que reflejan la vida cotidiana de los estudiantes universitarios en el Madrid de la Segunda República, y de los primeros miembros del Opus Dei.
Concluida la Guerra civil española, Amann recuperó el contacto con Escrivá y le ayudó a instalar la nueva residencia de la madrileña calle de Jenner, donde se alojó. Desde allí se trasladó al C.M. Moncloa, que comenzó sus actividades en 1943. Concluida su carrera de Arquitectura (1946), Amann regresó a Bilbao. Contrajo matrimonio con Carmen Garamendi, en Algorta (1948), en una ceremonia presidida por Josemaría Escrivá. Tiempo después solicitó ser supernumerario del Opus Dei.
Falleció en Bilbao el 13 de diciembre de 1980.

## Obra arquitectónica
Emiliano Amann Puente continuó la línea innovadora de su padre a través de la proyección de un conjunto de viviendas sociales, que abarataban costes y mejoraban el aprovechamiento del espacio. Trabajó como arquitecto para la diócesis de Bilbao (1956-1960), y realizó diversos proyectos urbanísticos de viviendas en Vizcaya para: la Obra Sindical del Hogar, el Banco Popular en la Gran Vía, 17 (1958) o Telefónica de España. En Bilbao construyó diversos edificios, como las oficinas Delclaux, situadas en la Alameda de Recalde 30, y en Iparraguirre, 21 (1953); el edificio situado en la calle Elcano 9 (1974); el colegio alemán San Bonifacio, en la Avenida Jesús Galíndez 3 (1959-1962); el Centro Intermutual de Artxanda (1972-1976), ya destruido y en Derio, la casa de retiros Islabe.